# Buszó Renkin
A Buszó Renkin (武装錬金; Hepburn: Busō Renkin, ’Páncélozott Alkimista’) sónen mangasorozat, amit Vacuki Nobuhiro, a Ruróni Kensin alkotója írt és rajzolt. A mangát Japánban a Súkan Sónen Jump adta ki, Amerikában pedig a Shonen Jump Advanced sorozatban jelent meg, a Viz Media kiadásában. A Xebec készített belőle egy 26 részes anime változatot. Készült belőle egy regény is, ami a sorozat eseményeit írja le, valamint megjelent hozzá két dráma CD is.
A manga 10 tankóbonkiadást élt meg. Vacuki 2003-tól 2006-ig készítette.

## Történet
A történet egy középiskolás tanulóval, Mutó Kazukival (武藤カズキ) kezdődik, akit egy rejtélyes szörny ölt meg, miközben Kazuki egy lányt akart megvédeni. Később Kazuki felébred és mivel az iskolai egyenruhájában van, azt hitte hogy álmodik. Azonban rájön hogy nem álmodott, mikor a szörnyeteg megtámadja őt és a testvérét. A lány, Cumura Tokiko (津村斗貴子), akit Kazuki megmentett, felelősség érzetből ráhelyez egy szív helyettesítő Kakugane medált. Tokiko elmondja Kazukinak, hogy a szörnyeteg egy homunkulusz.
A Kakugane – Tokiko magyarázata lapján – egy alkímiai segédeszköz, amit hogyha aktiválnak, felvesz egy olyan alakot, ami a használójára emlékezteti. Ezek az úgynevezett Buszó Renkinek, és csak ezekkel lehet elpusztítani egy homunkuluszt. Kazduki Buszó Renkine egy termetes lándzsa, amit el is nevez Napfény Szívnek, míg Tokiko Buszó Renkine egy kasza, a Valkűr Szoknya. Kazuki csatlakozik a homunkuloszok és a vezetőjük elleni háborúba.

## Szereplők
- Mutó Kazuki (武藤カズキ; Hepburn: Mutō Kazuki?)

Buszó Renkin: Sunlight Heart (サンライト・ハート; Hepburn: Sanraito Hāto)
- Cumura Tokiko (津村斗貴子; Hepburn: Tsumura Tokiko?)

Buszó Renkin: Valkyrie Skirt (ヴァルキリー・スカート; Hepburn: Varukirī Sukāto)
- Csóno Kósaku (蝶野攻爵; Hepburn: Chōno Kōshaku?) avagy Papillon

Buszó Renkin: Near-Death Happiness (ニアデス・ハピネス; Hepburn: Niadesu Hapinesu)
- Mutó Mahiro (武藤まひろ; Hepburn: Mutō Mahiro?)

- Rokumaszu Kódzsi (六舛孝二; Hepburn: Rokumasu Kōji?)

- Okakura Hidejuki (岡倉英之; Hepburn: Okakura Hideyuki?)

- Daihama Maszasi (大浜真史; Hepburn: Daihama Masashi?)

- Szakimori Mamoru (防人衛; Hepburn: Sakimori Mamoru?), avagy Captain Bravo

Buszó Renkin: Silver Skin (シルバー・スキン; Hepburn: Shirubā Sukin)
- Hajaszaka Suszui (早坂秋水; Hepburn: Hayasaka Shusui?)

Buszó Renkin: Sword Samurai X (ソード・サムライ・X; Hepburn: Sōdo Samurai X)
- Hajaszaka Óka (早坂桜花; Hepburn: Hayasaka Ōka?)

Buszó Renkin: Angel Gozen (エィンジェル・御前; Hepburn: Einjieru Gozen)

## Epizódlista
| #  | Epizód címe                                                                                            | Első japán sugárzás |
| -- | --- | ------------------- |
| 1  | A New Life Atarashii inochi (新しい命)                                                                 | 2006. október 4.    |
| 2  | The True Form Homunculus Homunkurusu no shōtai (ホムンクルスの正体)                                    | 2006. október 11.   |
| 3  | You've Become A Little Stronger Kimi wa sukoshi tsuyoku natta (キミは少し強くなった)                   | 2006. október 18.   |
| 4  | Another New Life Mō hitotsu no atarashii inochi (もう一つの新しい命)                                   | 2006. október 25.   |
| 5  | To Protect Someone Mamoru beki hito no tame ni (守るべき人のために)                                    | 2006. november 1.   |
| 6  | The Butterfly of Black Death Kokushi no chō (黒死の蝶)                                                 | 2006. november 8.   |
| 7  | Whether or not You're a Hypocrite Moshi kimi ga gizen to utagau no nara (もし君が偽善と疑うのなら)     | 2006. november 15.  |
| 8  | A Night in the Dorm Kishukusha no yoru (寄宿舎の夜)                                                    | 2006. november 22.  |
| 9  | The Hayasaka Twins Hayasaka kyōdai (早坂姉弟)                                                          | 2006. november 29.  |
| 10 | It Seems We're Well Matched Kimi to ore ha aishō ga ii (君と俺は相性がいい)                            | 2006. december 6.   |
| 11 | 'Til Death Do Us Part Shi ga futari o wakatsu made (死が二人を別つまで)                                | 2006. december 13.  |
| 12 | Carnival Kaanibaru (カーニバル)                                                                        | 2006. december 20.  |
| 13 | Signs Of Death Shi no taidō (死の胎動)                                                                 | 2006. december 27.  |
| 14 | Who Are You? Kimi wa dare da? (キミは誰だ?)                                                            | 2006. december 27.  |
| 15 | An Intermediate Existence Chūkan no sonzai (中間の存在)                                                | 2007. január 10.    |
| 16 | New Strength Arata naru chikara (新たなる力)                                                           | 2007. január 17.    |
| 17 | When Dawn Comes Yoru ga ake tara (夜が明けたら)                                                        | 2007. január 24.    |
| 18 | The Escape Tōhikō (逃避行)                                                                             | 2007. január 31.    |
| 19 | As Long As I Can Protect You Kimi sae mamorere ba (君さえ守れれば)                                     | 2007. február 7.    |
| 20 | With Strength and Power Omoi to chikara o kome te (想いと力を込めて)                                   | 2007. február 14.   |
| 21 | Gone Into Flame                                                                                        | 2007. február 21.   |
| 22 | A Decision Is Required Ketsudan o yōsu (決断を要す)                                                    | 2007. február 28.   |
| 23 | Boy meets Battle Girl                                                                                  | 2007. március 7.    |
| 24 | When You Die, I'll Die With You Kimi ga shinu toki ga watashi ga shinu toki (キミが死ぬ時が私が死ぬ時) | 2007. március 14.   |
| 25 | No One Could Ever Take His Place Kawari nado inai (代わりなどいない)                                   | 2007. március 21.   |
| 26 | Period Piriodo (ピリオド)                                                                              | 2007. március 28.   |

## Zene
Az animéhez egy nyitó és két záródal készült.
Nyitódal: Fukujama Josiki: Makka na Csikai
Záródalok:
- Jyukai: Hosi Akari (1-13. rész)
- Kagami Aja: Itosiki Szekai (14-26. rész)

## Magyarul
- Ruróni Kensin. Egy kardforgató története a meidzsi romantika korából, 1-16; MangaFan, 2007–2015
  - 1. 2007
  - 2. 2007
  - 3. Az indíték; ford. Basa Zsófia; 2008
  - 4. 2008
  - 5. ford. Basa Zsófia; 2008
  - 6. ford. Basa Zsófia; 2009
  - 7. 2009
  - 8. ford. Imai Zsófia; 2010
  - 9. Érkezés Kiotóba; ford. Basa Zsófia; 2010
  - 10. A tíz katana megindul; ford. Basa Zsófia; 2011
  - 11. A micurugi mestere és tanítványa; ford. Basa Zsófia; 2011
  - 12. A kiotói nagy tűzvész 1.; ford. Bognár Péter; 2012
  - 13. A kiotói nagy tűzvész 2.; ford. Bognár Péter; 2013
  - 14. Haladás; ford. Bognár Péter; 2014
  - 15. Az óriás és a legenda 1.; ford. Bognár Péter; 2014
  - 16. Az óriás és a legenda 2.; ford. Bognár Péter; 2015